# SChTS-NATI
Der SChTS-NATI (russisch СХТЗ-НАТИ), später auch als ASChTS-NATI bezeichnet, ist ein sowjetischer Kettentraktor, von dem ab 1937 in verschiedenen Traktorenwerken knapp 200.000 Exemplare gefertigt wurden. Darunter war auch eine serienmäßige Variante als Holzgasschlepper.

## Fahrzeuggeschichte

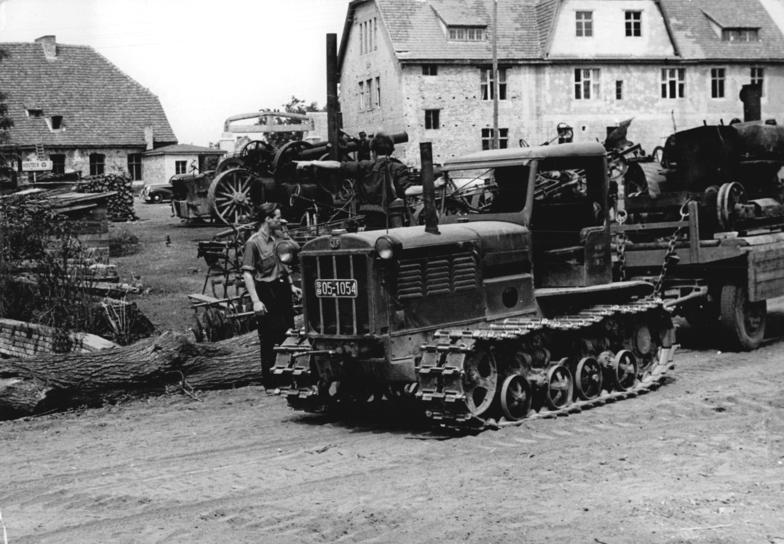
Ein SChTS-NATI in Sachsendorf (1950)

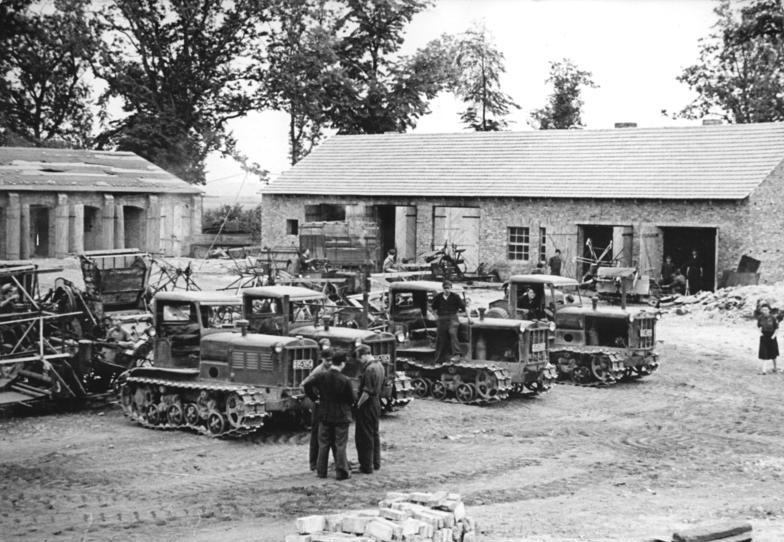
Gleich vier SChTS-NATI auf einer MAS, ebenfalls Sachsendorf (1950)

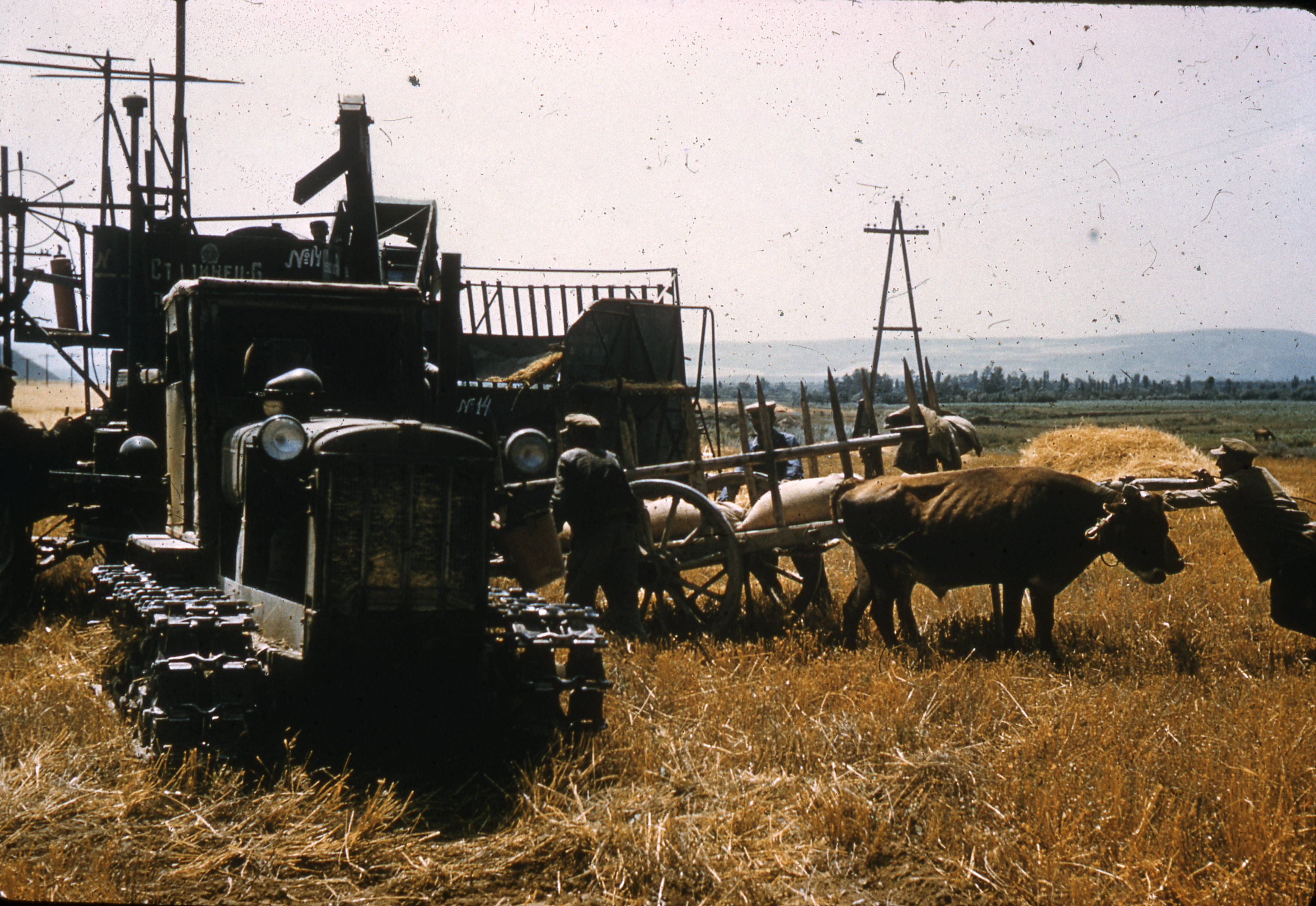
SChTS-NATI mit gezogenem Mähdrescher Stalinez-6 im Ernteeinsatz in Georgien (ca. 1960)

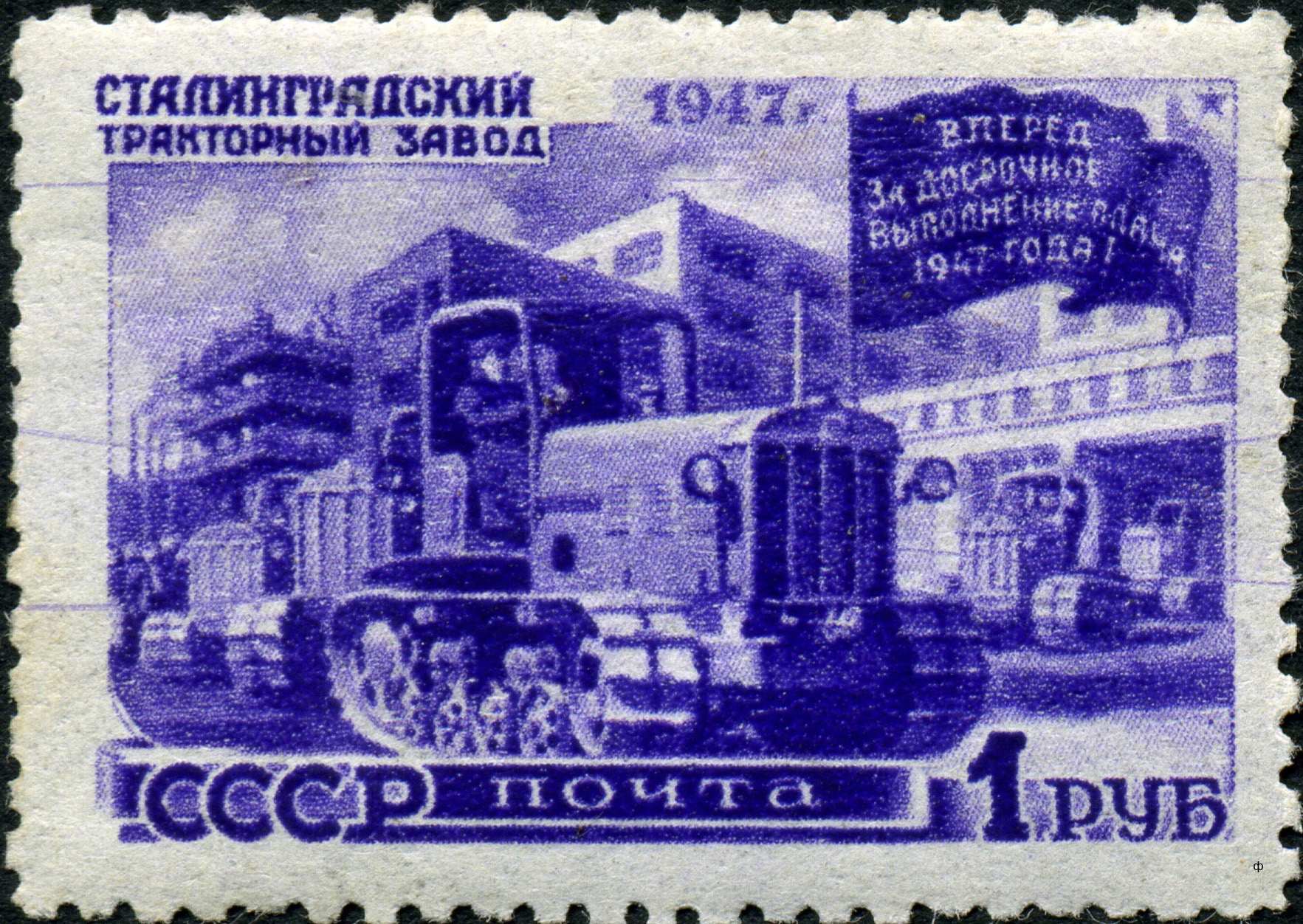
SChTS-NATI auf einer sowjetischen Briefmarke von 1947

Der SChTS-NATI wurde in den 1930er-Jahren im Moskauer Fahrzeugbauinstitut NATI entwickelt. Nach mehreren politischen Beschlüssen und Tauglichkeitsprüfungen begannen 1937 sowohl das Charkowski Traktorny Sawod (kurz ХТЗ) als auch das Stalingradski Traktorny Sawod (СТЗ) mit der Serienfertigung der Maschinen. Bedingt durch den Zweiten Weltkrieg mussten beide Werke die Produktion unterbrechen. In Charkow passierte dies bereits 1941, in Stalingrad ein Jahr später. Während das gesamte Charkower Werk in das Altaigebirge evakuiert wurde, erfolgte in Stalingrad eine Produktionsumstellung auf Rüstungsgüter.
Entgegen anders lautenden Angaben begann bereits 1942 das Altaiski Traktorny Sawod (АТЗ) mit dem Bau von Kettentraktoren vom Typ SChTS-NATI. Dieses Werk entstand 1941/42 durch die Evakuierung der Charkower Fertigung an den Standort Rubzowsk. Es war auch das einzige sowjetische Traktorenwerk, das auch während der Kriegsjahre 1942 bis 1944 durchgängig Traktoren baute. 1944 nahmen sowohl das Charkower als auch das Stalingrader Werk die Produktion des Traktors wieder auf. Bei beiden Unternehmen endete sie 1949 zugunsten des Nachfolgers DT-54. Im Altaiski Traktorny Sawod ging man diesen Schritt erst 1952. Insgesamt wurden in allen Werken 190.744 Traktoren des Typs SChTS-NATI gefertigt.
Die Bezeichnung SChTS-NATI beziehungsweise СХТЗ-НАТИ setzt sich aus mehreren Komponenten zusammen. NATI steht für das oben erwähnte Fahrzeuginstitut, das den Traktor entwickelte, ТЗ allgemein für Traktorny Sawod (zu Deutsch: Traktorenwerk). Х steht für Charkow (russisch Харьков), С für Stalingrad (russisch Сталинград). Die ebenfalls gelegentlich verwendete Bezeichnung ASChTS-NATI ist um das A aus Altai ergänzt, wurde aber erst später eingeführt, da bei Produktionsbeginn das Altaiski Traktorny Sawod noch gar nicht existierte.
Der SChTS-NATI kam auch nach Deutschland. Einige Monate vor der Gründung der DDR, im Sommer 1949, lieferte die UdSSR eine Charge von etwa 1000 Traktoren in die Sowjetische Besatzungszone. Darunter befanden sich auch 248 SChTS-NATI. Ob danach weitere Exemplare importiert wurden, ist unbekannt, ebenso ist nicht klar, ob in Deutschland ein Exemplar erhalten blieb. In Russland sind einige Maschinen in Museen oder in Sammlerhänden vorhanden, ob darunter betriebsfähige Exemplare sind, ist nicht bekannt.
Eine technische Besonderheit des Traktors war der Motor. Es wurde ein Petroleummotor verbaut, der nach dem Prinzip eines Ottomotors arbeitete, aber schwereres Petroleum verbrennen konnte. Er wird mit Benzin gestartet und muss zunächst die Betriebstemperatur von 80 bis 90 °C erreichen und kann dann auf Petroleumbetrieb umgestellt werden. Der Betrieb war aufwändig und störanfällig, da die Maschinen nicht abkühlen durften. Fällt die Temperatur zu stark, verbrennt das Petroleum unvollständig, gelangt ins Motorenöl, verdünnt dieses und sorgt so für schwere Lagerschäden. Zusätzlich wurde zur Kühlung und Leistungssteigerung serienmäßig eine Wassereinspritzung verbaut. Hintergrund war, dass Petroleum bei einem Verdichtungsverhältnis von 4:1 bereits eine zu geringe Klopffestigkeit besitzt. Durch das eingespritzte Wasser wurde die Temperatur des Kraftstoff-Luft-Gemischs im Zylinder herabgesetzt und so eine unkontrollierte Selbstentzündung verhindert.
Vom SChTS-NATI gab es serienmäßig eine Version mit Holzgasantrieb, den SChTS-NATI T2G (russisch СХТЗ-НАТИ Т2Г). Der Traktor erhielt einen Holzgasgenerator vom Typ NATI-ChTS-2G, der umgerüstete Verbrennungsmotor wurde als D2G bezeichnet. Die Zugkraft des Fahrzeugs sank durch diese Modifikation, die Leistung betrug 45 statt 52 PS und das Gewicht stieg um mehr als 700 kg auf 5850 kg. Außerdem vergrößerten sich die äußeren Abmessungen. Eine konstruktive Besonderheit war der Zylinderkopf mit veränderbarem Verdichtungsverhältnis. Während der Betrieb mit Holzgas ein verhältnismäßig hohes Verdichtungsverhältnis von 8,2:1 erforderte, wurde es zum Anlassen mit Benzin auf 4,5:1 reduziert. Dies geschah, indem durch ein von außen bedienbares Ventil eine zweite Brennkammer mit zusätzlichem Volumen hinzugeschaltet wurde. Diese Konstruktion ermöglichte den Betrieb mit wenig klopffestem Benzin und erleichterte das Ankurbeln von Hand. Als Brennstoff für den Holzvergaser diente zerkleinertes und getrocknetes Tankholz, zum Anfeuern wurde Holzkohle verwendet.

## Technische Daten
Die nachfolgenden Daten beziehen sich auf das Modell SChTS-NATI mit Petroleummotor, Stand 1943.
- Motor: Reihenvierzylinder-Viertakt-Petroleummotor mit Wassereinspritzung
- Motortyp: IMA
- Leistung: 52 PS (38,3 kW) bei 1250 min−1
- Zughakenleistung: 34 PS
- Hubraum: 7460 cm³
- Bohrung: 125 mm
- Hub: 152 mm
- Verdichtungsverhältnis: 4:1
- Zündfolge: 1–3–4–2
- Anlasser: Handkurbel
- Vergasertyp: LKS-50B
- Tankinhalt: 170 l (Petroleum), 55 l (Wasser), 9 l (Benzin)
- Kupplung: Zweischeibentrockenkupplung
- Getriebe: handgeschaltetes Getriebe mit vier Vorwärts- und einem Rückwärtsgang
- Arbeitsgeschwindigkeit: 3,78 bis 7,95 km/h 1
- Riemenscheibe als Sonderausstattung, keine Hydraulikanlage
- Spezifischer Bodendruck: 0,384 kg/cm²
- Bordspannung: 6 V
- Zündanlage: Magnetzündung

Abmessungen und Gewichte
- Länge: 3698 mm mit Anlasskurbel
- Breite: 1861 mm
- Höhe: 2211 mm
- Radstand (zwischen den Kettenrädern): 2600 mm
- Spurweite: 1435 mm
- kleinste Bodenfreiheit: 330 mm
- Gesamtgewicht: 5115 kg
- Trockengewicht: 4800 kg